# Samuel Brussell
Samuel Brussell, né à Haïfa en 1956, est un écrivain et éditeur français.

## Biographie
Samuel Brussell, de nationalité française, vit successivement dans de nombreux pays (France, Angleterre, Belgique, Italie, États-Unis). Il a publié ses premiers écrits dans L'Almanacco dello Specchio (Sosta lungo il percorso, préface de Franco Fortini, Milano, Mondadori, 1989). En 1992, il fonde à Paris avec Valérie Barranger les éditions Anatolia, riches d'un catalogue de quelque deux cents titres, récits et autobiographies, essentiellement du domaine étranger. Après avoir été hébergé à partir de 1997 aux Éditions du Rocher, Anatolia rejoint en 2006 le groupe Libella de Vera Michalski, fondatrice des éditions Noir sur Blanc à Montricher mais s'en sépare début 2009 pour rejoindre la maison Alphée, avec laquelle il collabore jusqu'à la mort de l'éditeur Jean-Paul Bertrand en 2011. Depuis 2011, il œuvre comme conseiller littéraire auprès de divers éditeurs.
Fondateur en 1997 à Montpellier et principal rédacteur de la revue littéraire Le Lecteur, auteur d'une quinzaine de livres d'essais et récits romanesques, Samuel Brussell vit actuellement entre Genève et Milan. Il collabore régulièrement aux pages "Livres" du journal suisse Le Temps.

## Traduction
De l'italien, en collaboration avec Valérie Barranger : Insectes sans frontières, de Guido Ceronetti (Le Cerf, 2019).

## Sources
- « Samuel Brussell », sur la base de données des personnalités vaudoises sur la plateforme « Patrinum » de la Bibliothèque cantonale et universitaire de Lausanne.
- * Samuel Brussell et sa valise pleine de livres, Michel Audétat, L'Hebdo, 2007/09/20, n° 38, p. 94-95 avec une photographie.